# Calcio Femminile Permac Vittorio Veneto 2015-2016
Questa voce raccoglie le informazioni riguardanti l'Associazione Sportiva Dilettantistica Calcio Femminile Permac Vittorio Veneto nelle competizioni ufficiali della stagione 2015-2016.

## Stagione
L'avventura in Coppa Italia del Vittorio Veneto è partita dal turno preliminare con il primo posto nel Triangolare B, frutto delle due vittorie sul Gordige e sul Padova. Nei sedicesimi di finale ha affrontato il Fimauto Valpolicella, perdendo per 1-2 e venendo eliminato dalla competizione.
La prima stagione in Serie A si è conclusa con il nono posto e la retrocessione in Serie B. Nonostante sia arrivata all'ultima giornata di campionato a lottare per la permanenza nella massima serie, la sconfitta per 5-0 con il Graphistudio Tavagnacco ha decretato la retrocessione.

## Organigramma societario
Area tecnica.
- Allenatore: Sergio Fattorel
- Vice allenatore: Samuele Favero
- Collaboratore tecnico: Fabio Dassiè
- Preparatore portieri: Roberto Bolzan

## Rosa
Rosa, numerazione e ruoli, tratti dal sito ufficiale della società, sono aggiornati al 13 gennaio 2016 con numerazione ufficiale.
| N. |                   | Ruolo | Calciatrice        |
| -- | ----------------- | ----- | ------------------ |
| 1  | Italia (bandiera) | P     | Giulia Reginato    |
| 2  | Italia (bandiera) | D     | Roberta Piai       |
| 3  | Italia (bandiera) | D     | Elena Virgili      |
| 4  | Italia (bandiera) | D     | Laura Perin        |
| 5  | Italia (bandiera) | D     | Alice Casagrande   |
| 6  | Italia (bandiera) | D     | Sara Mella         |
| 7  | Italia (bandiera) | C     | Chiara Simeoni     |
| 8  | Italia (bandiera) | C     | Francesca Zanella  |
| 9  | Italia (bandiera) | A     | Giorgia Cisotto    |
| 10 | Italia (bandiera) | C     | Viola Cutifani     |
| 11 | Italia (bandiera) | A     | Margherita Zanon   |
| 12 | Italia (bandiera) | P     | Gloria Cazzaro     |
| 13 | Italia (bandiera) | C     | Marta Sommariva    |
| 14 | Italia (bandiera) | D     | Giada Morosin      |
| 15 | Italia (bandiera) | C     | Elisa Francescon   |
| 16 | Italia (bandiera) | A     | Adriana De Martin  |
| 17 | Italia (bandiera) | C     | Maddalena Cettolin |
| 18 | Italia (bandiera) | A     | Gaia Maria Sovilla |

| N. |                    | Ruolo | Calciatrice           |
| -- | ------------------ | ----- | --------------------- |
| 19 | Italia (bandiera)  | A     | Arianna Baldan        |
| 20 | Italia (bandiera)  | D     | Monica Furlan         |
| 21 | Italia (bandiera)  | D     | Francesca Da Ros      |
| 22 | Italia (bandiera)  | D     | Margherita Uliana     |
| 23 | Italia (bandiera)  | C     | Francesca Manzon      |
| 25 | Italia (bandiera)  | C     | Elena Barzan          |
| 27 | Italia (bandiera)  | A     | Sara Bottoli          |
| 28 | Italia (bandiera)  | A     | Karin Mantoani        |
| 32 | Italia (bandiera)  | D     | Angela Bianco         |
| 33 | Italia (bandiera)  | D     | Michela Tonon         |
| 42 | Italia (bandiera)  | C     | Giulia Da Re          |
| 73 | Italia (bandiera)  | D     | Silvia Zanette        |
| 79 | Italia (bandiera)  | A     | Katia Toffoli         |
| 82 | Italia (bandiera)  | C     | Elisabetta Rossi      |
| 93 | Italia (bandiera)  | A     | Samantha Zandomenichi |
| 97 | Italia (bandiera)  | A     | Greta Ponte           |
| 98 | Italia (bandiera)  | P     | Dalila Canzian        |
| 99 | Ucraina (bandiera) | C     | Yuliya Rati           |

## Calciomercato
| Acquisti | Acquisti              | Acquisti                | Acquisti   |
| R.       | Nome                  | da                      | Modalità   |
| -------- | --------------------- | ----------------------- | ---------- |
| D        | Sara Mella            |                         | svincolata |
| D        | Giada Morosin         | Trevignano              | definitivo |
| D        | Laura Perin           |                         | svincolata |
| D        | Elena Virgili         | Bearzi                  | definitivo |
| C        | Elena Barzan          | Trevignano              | definitivo |
| C        | Francesca Manzon      |                         | svincolata |
| A        | Karin Mantoani        | Graphistudio Tavagnacco | definitivo |
| A        | Samantha Zandomenichi |                         | svincolata |

| Cessioni | Cessioni       | Cessioni | Cessioni   |
| R.       | Nome           | a        | Modalità   |
| -------- | -------------- | -------- | ---------- |
| P        | Gloria Cazzaro | Vicenza  | svincolata |
| A        | Arianna Baldan |          | svincolata |

## Risultati

### Serie A

#### Girone di andata
| Arbitro: | Mansueto (Verona) |

|                                                                     |           |  |
| Serturini 19’, 74’ Girelli 38’ Eusebio 50’ Sabatino 58’ Cernoia 67’ | Marcatori |  |

| Arbitro: | Massaggi (Crema) |

|  |           |               |
|  | Marcatori | 43’ Privitera |

| Arbitro: | Gobbato (Latisana) |

|             |           |                                                                                |
| Cisotto 19’ | Marcatori | 12’, 30’ (rig.), 41’ (rig.) Giacinti 23’ Bartoli 46’ Scarpellini 83’ Cambiaghi |

| Arbitro: | Emmanuele (Pisa) |

|                      |           |                     |
| Spanu 6’ Trapani 42’ | Marcatori | 23’, 40’, 88’ Mella |

| Arbitro: | Bracconi (Brescia) |

|  |           |                                                  |
|  | Marcatori | 36’ Baldini 42’ Piemonte 70’ Longato 73’ Cimatti |

| Firenze 12 dicembre 2015, ore 14:30 CET 6ª giornata                                                                                      | Fiorentina | 11 – 0 referto | Vittorio Veneto | Impianto Sportivo San Marcellino (ca. 100 spett.) |
| \| \| \| \| \| Caccamo 5’, 45’, 68’, 78’ Panico 14’, 21’, 55’, 72’ Vicchiarello 41’, 63’ (rig.) Salvatori Rinaldi 80’ \| Marcatori \| \| |            |                |                 |                                                   |
| |            |                |                 |                                                   |
| Caccamo 5’, 45’, 68’, 78’ Panico 14’, 21’, 55’, 72’ Vicchiarello 41’, 63’ (rig.) Salvatori Rinaldi 80’                                   | Marcatori  |                |                 |                                                   |

| Arbitro: | Andrea Bordin (Bassano del Grappa) |

|             |           |                                                                          |
| Cisotto 41’ | Marcatori | 51’, 74’ Bonetti 54’ Salvai 65’ (rig.) Gabbiadini 78’ Ramera 80’ Fuselli |

| Arbitro: | Nicolini (Brescia) |

|              |           |              |
| Vivirito 72’ | Marcatori | 49’ Mantoani |

| Arbitro: | Ferro (Latisana) |

|                                     |           |  |
| Cisotto 35’ Simeoni 78’ Da Re 90+1’ | Marcatori |  |

| Arbitro: | Camoni (Pistoia) |

|                |           |  |
| Innerhuber 41’ | Marcatori |  |

| Arbitro: | Andrea Gatti (Gallarate) |

|  |           |                |
|  | Marcatori | 78’ Filippozzi |

#### Girone di ritorno
| Arbitro: | Davide Santarossa (Pordenone) |

|  |           |                         |
|  | Marcatori | 6’ Williams 59’ Tarenzi |

| Arbitro: | Carmen Gaudieri (Battipaglia) |

|  |           |           |
|  | Marcatori | 83’ Mella |

| Arbitro: | Fabian Brognati (Ferrara) |

|                                                                  |           |  |
| Giacinti 5’, 19’, 69’ Bartoli 14’ Iannella 30’ Scarpellini 45+1’ | Marcatori |  |

| Arbitro: | Tommaso Zamagni (Cesena) |

|                                 |           |                                              |
| De Martin 14’ Da Ros 67’, 90+3’ | Marcatori | 64’ (rig.) D'Ancona 72’ Barbieri 87’ Moretti |

| Ravenna 20 marzo 2016, ore 16:00 CET 16ª giornata | San Zaccaria          | 0 – 0 referto | Vittorio Veneto | Centro Sportivo "Massimo Soprani"\| Arbitro: \| Giuseppe Vingo (Pisa) \| |
| Arbitro:                                          | Giuseppe Vingo (Pisa) |               |                 |                                                                          |

| Arbitro: | Claudia Camurri (Genova) |

|           |           |                                                               |
| Da Re 82’ | Marcatori | 24’ Caccamo 35’ Vicchiarello 67’ Panico 71’ Salvatori Rinaldi |

| Arbitro: | Mattia Caldera (Como) |

|                                        |           |             |
| Bonetti 11’ Ledri 77’ Fuselli 79’, 83’ | Marcatori | 49’ Cisotto |

| Arbitro: | Tommaso Righi (Bologna) |

|                   |           |  |
| Manzon 71’ (rig.) | Marcatori |  |

| Arbitro: | Marco Croce (Salerno) |

|            |           |  |
| Palombi 2’ | Marcatori |  |

| Arbitro: | Dellasanta (Trieste) |

|                                                                      |           |                            |
| Mella 18’ Zanon 49’ Virgili 52’ De Martin 64’ Manzon 82’ Cisotto 86’ | Marcatori | 69’, 80’ (rig.) Colasuonno |

| Arbitro: | Franck Loci Nana Tchato (Aprilia) |

|                                                                |           |  |
| Camporese 9’ Zuliani 31’ Parisi 37’ Del Stabile 38’ Paroni 87’ | Marcatori |  |

### Coppa Italia

#### Turno preliminare
Triangolare B
| Cavarzere 11 ottobre 2015, ore 14:30 CEST 2ª giornata                           | Gordige   | 0 – 5 referto                                 | Vittorio Veneto | (ca. 100 spett.) |
| \| \| \| \| \| \| Marcatori \| 20’, 23’ De Martin 26’, 60’ Cisotto 31’ Mella \| |           |                                               |                 |                  |
|                                                                                 |           |                                               |                 |                  |
|                                                                                 | Marcatori | 20’, 23’ De Martin 26’, 60’ Cisotto 31’ Mella |                 |                  |

| Arbitro: | Sprezzola (Mestre) |

|           |           |  |
| Da Re 88’ | Marcatori |  |

#### Sedicesimi di finale
| Arbitro: | Bellato (Mestre) |

|             |           |                       |
| Cisotto 46’ | Marcatori | 50’ Peretti 74’ Solow |

## Statistiche

### Statistiche di squadra
| Competizione | Punti | In casa | In casa | In casa | In casa | In casa | In casa | In trasferta | In trasferta | In trasferta | In trasferta | In trasferta | In trasferta | Totale | Totale | Totale | Totale | Totale | Totale | DR  |
| Competizione | Punti | G       | V       | N       | P       | Gf      | Gs      | G            | V            | N            | P            | Gf           | Gs           | G      | V      | N      | P      | Gf     | Gs     | DR  |
| ------------ | ----- | ------- | ------- | ------- | ------- | ------- | ------- | ------------ | ------------ | ------------ | ------------ | ------------ | ------------ | ------ | ------ | ------ | ------ | ------ | ------ | --- |
| Serie A      | 18    | 11      | 3       | 1       | 7       | 16      | 31      | 11           | 2            | 2            | 7            | 6            | 37           | 22     | 5      | 3      | 14     | 22     | 68     | -46 |
| Coppa Italia | -     | 2       | 1       | 0       | 1       | 2       | 2       | 1            | 1            | 0            | 0            | 5            | 0            | 3      | 2      | 0      | 1      | 7      | 2      | +5  |
| Totale       | -     | 13      | 4       | 1       | 8       | 18      | 33      | 12           | 3            | 2            | 7            | 11           | 37           | 25     | 7      | 3      | 15     | 29     | 70     | -41 |

### Andamento in campionato
| Giornata  | 1 | 2  | 3  | 4 | 5 | 6  | 7  | 8  | 9 | 10 | 11 | 12 | 13 | 14 | 15 | 16 | 17 | 18 | 19 | 20 | 21 | 22 |
| --------- | - | -- | -- | - | - | -- | -- | -- | - | -- | -- | -- | -- | -- | -- | -- | -- | -- | -- | -- | -- | -- |
| Luogo     | T | C  | C  | T | C | T  | C  | T  | C | T  | C  | C  | T  | T  | C  | T  | C  | T  | C  | T  | C  | T  |
| Risultato | P | P  | P  | V | P | P  | P  | N  | V | P  | P  | P  | V  | P  | N  | N  | P  | P  | V  | P  | V  | P  |
| Posizione | 9 | 10 | 12 | 8 | 9 | 10 | 11 | 11 | 9 | 10 | 10 | 11 | 8  | 10 | 9  | 9  | 9  | 10 | 8  | 10 | 9  | 9  |

Legenda:

Luogo: C = Casa; T = Trasferta. Risultato: V = Vittoria; N = Pareggio; P = Sconfitta.

### Statistiche delle giocatrici
| Giocatore       | Serie A  | Serie A | Serie A     | Serie A    | Coppa Italia | Coppa Italia | Coppa Italia | Coppa Italia | Totale   | Totale | Totale      | Totale     |
| Giocatore       | Presenze | Reti    | Ammonizioni | Espulsioni | Presenze     | Reti         | Ammonizioni  | Espulsioni   | Presenze | Reti   | Ammonizioni | Espulsioni |
| --------------- | -------- | ------- | ----------- | ---------- | ------------ | ------------ | ------------ | ------------ | -------- | ------ | ----------- | ---------- |
| A. Baldan       | -        | -       | -           | -          | 0            | 0            | 0            | 0            | 0        | 0      | 0           | 0          |
| E. Barzan       | 8        | 0       | 0           | 0          | 1            | 0            | 0            | 0            | 9        | 0      | 0           | 0          |
| A. Bianco       | 1        | 0       | 0           | 0          | -            | -            | -            | -            | 1        | 0      | 0           | 0          |
| S. Bottoli      | 2        | 0       | 0           | 0          | 0            | 0            | 0            | 0            | 2        | 0      | 0           | 0          |
| D. Canzian      | 2        | -11     | 0           | 0          | -            | -            | -            | -            | 2        | -11    | 0           | 0          |
| A. Casagrande   | 11       | 0       | 0           | 0          | 2            | 0            | 0            | 0            | 13       | 0      | 0           | 0          |
| G. Cazzaro      | 0        | 0       | 0           | 0          | 2            | -2           | 0            | 0            | 2        | -2     | 0           | 0          |
| M. Cettolin     | 13       | 0       | 3           | 0          | 1            | 0            | 0            | 0            | 14       | 0      | 3           | 0          |
| G. Cisotto      | 17       | 5       | 0           | 0          | 3            | 3            | 0            | 0            | 20       | 8      | 0           | 0          |
| V. Cutifani     | 11       | 0       | 0           | 0          | 2            | 0            | 0            | 0            | 13       | 0      | 0           | 0          |
| G. Da Re        | 16       | 2       | 2           | 0          | 2            | 1            | 0            | 0            | 18       | 3      | 2           | 0          |
| F. Da Ros       | 21       | 2       | 0           | 1          | 3            | 0            | 0            | 0            | 24       | 2      | 0           | 1          |
| A. De Martin    | 22       | 2       | 0           | 0          | 3            | 2            | 0            | 0            | 25       | 4      | 0           | 0          |
| E. Francescon   | -        | -       | -           | -          | -            | -            | -            | -            | -        | -      | -           | -          |
| M. Furlan       | 1        | 0       | 0           | 0          | -            | -            | -            | -            | 1        | 0      | 0           | 0          |
| K. Mantoani     | 18       | 1       | 1           | 0          | 3            | 0            | 0            | 0            | 21       | 1      | 1           | 0          |
| F. Manzon       | 21       | 2       | 1           | 0          | 3            | 0            | 0            | 0            | 24       | 2      | 1           | 0          |
| S. Mella        | 20       | 5       | 0           | 0          | 3            | 2            | 0            | 0            | 23       | 7      | 0           | 0          |
| G. Morosin      | 1        | 0       | 0           | 0          | 2            | 0            | 0            | 0            | 3        | 0      | 0           | 0          |
| L. Perin        | 16       | 0       | 2           | 0          | 3            | 0            | 0            | 0            | 19       | 0      | 2           | 0          |
| R. Piai         | 8        | 0       | 0           | 0          | 0            | 0            | 0            | 0            | 8        | 0      | 0           | 0          |
| G. Ponte        | 4        | 0       | 0           | 0          | -            | -            | -            | -            | 4        | 0      | 0           | 0          |
| Y. Rati         | -        | -       | -           | -          | -            | -            | -            | -            | -        | -      | -           | -          |
| G. Reginato     | 21       | -57     | 0           | 1          | 1            | 0            | 0            | 0            | 22       | -57    | 0           | 1          |
| E. Rossi        | -        | -       | -           | -          | -            | -            | -            | -            | -        | -      | -           | -          |
| C. Simeoni      | 17       | 1       | 0           | 0          | 3            | 0            | 0            | 0            | 20       | 1      | 0           | 0          |
| M. Sommariva    | 0        | 0       | 0           | 0          | -            | -            | -            | -            | 0        | 0      | 0           | 0          |
| G. Sovilla      | -        | -       | -           | -          | -            | -            | -            | -            | -        | -      | -           | -          |
| K. Toffoli      | -        | -       | -           | -          | -            | -            | -            | -            | -        | -      | -           | -          |
| M. Tonon        | 5        | 0       | 0           | 0          | -            | -            | -            | -            | 5        | 0      | 0           | 0          |
| M. Uliana       | -        | -       | -           | -          | -            | -            | -            | -            | -        | -      | -           | -          |
| E. Virgili      | 21       | 1       | 1           | 1          | 3            | 0            | 0            | 0            | 24       | 1      | 1           | 1          |
| S. Zandomenichi | 8        | 0       | 0           | 0          | -            | -            | -            | -            | 8        | 0      | 0           | 0          |
| F. Zanella      | 1        | 0       | 0           | 0          | 2            | 0            | 0            | 0            | 3        | 0      | 0           | 0          |
| M. Zanon        | 16       | 1       | 1           | 0          | 0            | 0            | 0            | 0            | 16       | 1      | 1           | 0          |
| S. Zanette      | -        | -       | -           | -          | -            | -            | -            | -            | -        | -      | -           | -          |